# Carneville
Carneville is een gemeente in het Franse departement Manche (regio Normandië) en telt 225 inwoners (2008). De plaats maakt deel uit van het arrondissement Cherbourg.

## Geografie
De oppervlakte van Carneville bedraagt 6,9 km², de bevolkingsdichtheid is 32,6 inwoners per km².
De onderstaande kaart toont de ligging van Carneville met de belangrijkste infrastructuur en aangrenzende gemeenten.

## Demografie
Onderstaande figuur toont het verloop van het inwonertal (bron: INSEE-tellingen).

1. ↑  Populations de référence 2022.